# Written in the Stars (Tinie Tempah)
Written in the Stars è un brano musicale del rapper britannico Tinie Tempah, pubblicato come terzo singolo estratto dall'album Disc-Overy pubblicato dalla Parlophone.  Il singolo è stato reso disponibile per il download digitale il 19 settembre 2010, e figura il featuring di Eric Turner, cantante del gruppo Street Fighting Man. Il singolo ha debuttato alla prima posizione della Official Singles Chart.
Il video musicale prodotto per Written in the Stars è stato diretto da Alex Herron e girato a New York. Il video è stato reso disponibile su YouTube il 13 agosto 2010. Il 31 gennaio 2011 Written in the Stars è stata annunciata come una delle theme song ufficiali di Wrestlemania XXVII.

## Tracce
1. Written in the Stars (album version) – 3:40
2. Written in the Stars (instrumental) – 3:39
3. Written in the Stars (The Arcade Southside Remix featuring Taio Cruz) – 3:33

## Classifiche
| Classifica (2010) | Posizione più alta |
| ----------------- | ------------------ |
| Australia         | 43                 |
| Belgio (Fiandre)  | 5                  |
| Belgio (Vallonia) | 9                  |
| Svizzera          | 50                 |
| Paesi Bassi       | 33                 |
| Svezia            | 10                 |
| Finlandia         | 7                  |
| Norvegia          | 2                  |
| Danimarca         | 18                 |
| Nuova Zelanda     | 13                 |
| Regno Unito       | 1                  |

### Classifiche di fine anno
| Classifica (2011) | Posizione |
| ----------------- | --------- |
| Stati Uniti       | 63        |